# Tat'jana Kotova
Tat'jana Vladimirovna Kotova (in russo Татьяна Владимировна Котова?; Kokand, 11 dicembre 1976) è una lunghista russa.

## Biografia
Kotova vinse la medaglia di bronzo nella sua disciplina alle Olimpiadi di Sydney 2000 e di Atene 2004. Vinse tre medaglie d'argento consecutiva ai Campionati del mondo dal 2001 al 2005, conseguendo anche un bronzo nel 2007. Ebbe successi maggiori ai Campionati del mondo indoor, dove vinse la medaglia d'oro in tre occasioni 1999, 2003, 2006), come arrivò seconda nel 2001 e nel 2004. I suoi altri titoli includono le vittorie ai Campionati europei 2002 e alla IAAF World Cup 2002. Fu terza ai Goodwill Games 2001, e fu la vincitrice del montepremi della IAAF Golden League 2000.
Ai Mondiali di Parigi nel 2003 era in testa nell'ultima serie di salti con 6,74, stessa misura della francese Eunice Barber, idolo dei tifosi parigini, ma con un secondo salto migliore. Durante la rincorsa dell'ultimo salto della francese, quando tutto lo stadio batteva le mani per incoraggiare l'atleta di casa, anche lei si unì al pubblico per incitare l'avversaria, che spiccò il volo a 6,99 e vinse l'oro. La Kotova, che stabilì il suo primato personale con un salto di 7,42 metri ad Annecy nel 2002, nel settembre del 2000 fu coinvolta in un incidente d'auto.

## Palmarès
| Anno | Manifestazione   | Sede              | Evento         | Risultato | Prestazione | Note                                     |
| ---- | ---------------- | ----------------- | -------------- | --------- | ----------- | ---------------------------------------- |
| 1997 | Europei under 23 | Turku             | Salto in lungo | Oro       | 6,57 m      |                                          |
| 1999 | Mondiali indoor  | Maebashi          | Salto in lungo | Oro       | 6,86 m      |                                          |
| 1999 | Mondiali         | Siviglia          | Salto in lungo | 13ª       | 6,62 m      |                                          |
| 2000 | Giochi olimpici  | Sydney            | Salto in lungo | Bronzo    | 6,83 m      |                                          |
| 2001 | Mondiali indoor  | Lisbona           | Salto in lungo | Argento   | 6,98 m      |                                          |
| 2001 | Mondiali         | Edmonton          | Salto in lungo | Argento   | 7,01 m      |                                          |
| 2002 | Europei          | Monaco di Baviera | Salto in lungo | Oro       | 6,85 m      |                                          |
| 2003 | Mondiali indoor  | Birmingham        | Salto in lungo | Oro       | 6,84 m      |                                          |
| 2003 | Mondiali         | Parigi            | Salto in lungo | Argento   | 6,74 m      |                                          |
| 2004 | Mondiali indoor  | Budapest          | Salto in lungo | Argento   | 6,93 m      |                                          |
| 2004 | Giochi olimpici  | Atene             | Salto in lungo | Bronzo    | 7,05 m      |                                          |
| 2005 | Mondiali         | Helsinki          | Salto in lungo | dq        | dq          |                                          |
| 2006 | Mondiali indoor  | Mosca             | Salto in lungo | dq        | dq          |                                          |
| 2007 | Mondiali         | Osaka             | Salto in lungo | Bronzo    | 6,90 m      | Miglior prestazione personale stagionale |
| 2008 | Giochi olimpici  | Pechino           | Salto in lungo | 13ª       | 6,57 m      |                                          |
| 2010 | Europei          | Barcellona        | Salto in lungo | 18ª       | 6,48 m      |                                          |

## Altre competizioni internazionali
2002
- Coppa Europa di atletica leggera ( Annecy)